# Киркелёкке, Никлас
Никлас Киркелёкке (дат. Niclas Vest Kirkeløkke; род. 26 марта 1994, Ринге, Фюн) — датский гандболист, выступает за гандбольный клуб «Фленсбург-Хандевитт» и сборную Дании по гандболу. Олимпийский чемпион 2024 года, двукратный чемпион мира 2023 и 2025 годов, призёр чемпионатов Европы 2022 и 2024 годов.

## Карьера

### Клубная
Киркелёкке начал заниматься гандболом в датском клубе «Risøhøj Håndbold», с которым выступал в возрастных категориях от 6 до 12 лет. В 2006 году присоединился к спортивной школе «ГОГ». Летом 2012 года перешёл в состав мужской команды «ГОГ», которая выступала во втором по величине датском дивизионе. С 2013 года играл в первом дивизионе чемпионата Дании.
В ноябре 2018 года подписал двухлетний контракт с клубом немецкой бундеслиги «Рейн-Неккар Левен», который действовал до конца сезона 2023/24 годов. С этой командой в сезоне 2022/23 годов стал обладателем Кубка Германии.
В сезоне 2024/25 годов подписал трёхлетний контракт с «Фленсбург-Хандевитт» до 2027 года.

### Международная карьера в сборной
В составе первой сборной Никлас Киркелёкке дебютировал 3 ноября 2016 года.
На чемпионате Европы 2022 года выиграл бронзовую медаль в составе сборной Дании. В январе 2023 года принял участие в чемпионате мира, который состоялся в Польше и Швеции. На том турнире Дания в третий раз подряд стала чемпионом, а Никлас впервые завоевал золотую медаль мирового первенства.
На чемпионате Европы 2024 года в Германии в составе своей национальной сборной стал серебряным призёром. Сыграл девять матчей и забил 21 гол.
В августе 2024 года был включён в состав Дании на Олимпийский турнир по гандболу. Сборная Дании одержала уверенную победу на турнире, а игроки сборной стали Олимпийскими чемпионами.
Принимал участие в играх чемпионата мира 2025 года, в составе датской сборной стал чемпионом, во второй раз в своей карьере. 